# Sexate

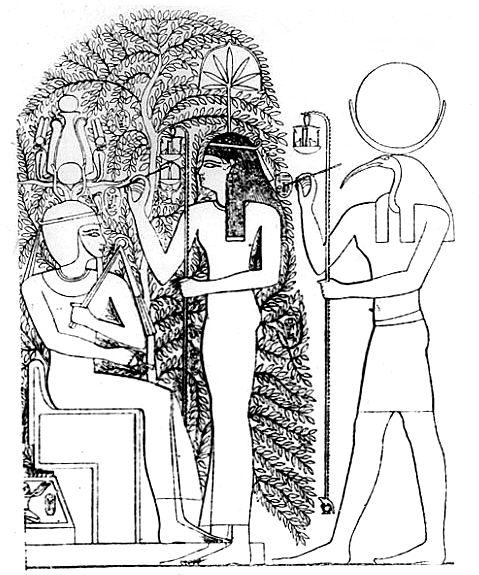
Deusa Sexate com Tote junto à árvore sagrada de Heliópolis

Sexate (Sešat) ou Sexete (Sešet) era uma deusa da mitologia egípcia originária da região do Delta do Nilo associada à escrita, à astronomia, à arquitectura e à matemática. O seu nome significa "a que escreve". Recebia também os títulos de "Senhora dos Livros" ou "Senhora dos Construtores".

## História
Trata-se de uma deusa antiga, presente no panteão desde a época tinita. Na II Dinastia surge na cerimónia da fundação dos templos e em particular no ato ritual de "esticar a corda", durante o qual se acreditava que a deusa, através de um sacerdote, ajudava nos cálculos necessários à construção de um novo templo, graças aos conhecimentos que possuía sobre estrelas e matemática.
A partir do Império Antigo surge representada a registar os animais (vacas, ovelhas, macacos...) que os reis capturam como saque durante as campanhas militares ou que lhes são entregues como tributo, como se pode ver no templo de Sesóstris I em Lixte. 
No Reino Novo, Sexate surge associada à celebração do jubileu do monarca, registrando nas folhas da árvore sagrada de Heliópolis os anos de reinado. Está representada nos templos de Carnaque e Abidos realizando esta função. Nesta época surge uma deusa parecida com Sexate, que realiza funções semelhantes e que se denominada Sefequetabui.

## Iconografia
Representada como uma mulher vestida com uma pele de leopardo, vestimenta usada pelos sacerdotes nos ritos funerários, tinha sobre a sua cabeça um objecto apoiado numa vara, que representa uma folha de papiro, usado como suporte de escrita na idade antiga, e um dos principais produtos de exportação do país. Nas suas mãos tinha uma cana e uma paleta, dois instrumentos usados pelos escribas no seu trabalho.

## Família
Era vista como companheira ou filha de Tote, divindade também associada à escrita e ao conhecimento. Enquanto que Tote representava o conhecimento oculto, Sexate representava o conhecimento visível, que se concretizava. Tinha uma irmã chamada Mafdet que estava associada à justiça.